# Dussumieria
Dussumieria ist eine Fischgattung aus der Ordnung der Heringsartigen (Clupeiformes), die im tropischen Indopazifik vorkommt. Das Verbreitungsgebiet reicht vom Persischen Golf über die Küsten von Indien und Indonesien nach Norden bis nach China, nach Osten bis zu den Salomoninseln und nach Südwesten möglicherweise bis nach Madagaskar.

## Merkmale
Dussumieria-Arten sind schlanke, silbrig gefärbte Fische mit spitzen Mäulern und tief gegabelten Schwanzflossen. Von allen anderen Heringsartigen mit Ausnahme von Etrumeus unterscheidet sich die Gattung Dussumieria durch die W-förmige Schuppe an der Basis der Bauchflossen und die zahlreichen Branchiostegalstrahlen (12–17). Von Etrumeus unterscheidet sich die Gattung Dussumieria durch eine größere Anzahl von Afterflossenstrahlen. Außerdem sind die Bauchflossen bei Etrumeus kleiner.
Alle Dussumieria-Arten sind pelagische Schwarmfische. In Indonesien und den Philippinen haben sie eine gewisse Bedeutung in der Fischerei.

## Systematik
Die Gattung Dussumieria wurde 1847 durch den französischen Ichthyologen Achille Valenciennes mit der Erstbeschreibung von Dussumieria acuta eingeführt. 1861 errichtete der US-amerikanische Ichthyologe Theodore Nicholas Gill eine Unterfamilie Dussumierinae innerhalb der Heringe (Clupeidae), was spätere Autoren so übernahmen. 2007 bekamen sie Familienstatus, nachdem man festgestellt hatte, das sie die Schwestergruppe der Wolfsheringe (Chirocentridae) sind. Chenhong und Ortí beschränkten die Dussumieridae auf die Gattung Dussumieria nach dem sie in ihrer auf molekularbiologischen Untersuchungen beruhenden neuen Systematik der Clupeiformes keine sichere Position für Etrumeus nachweisen konnten.

## Arten
Es gibt 5 Arten:

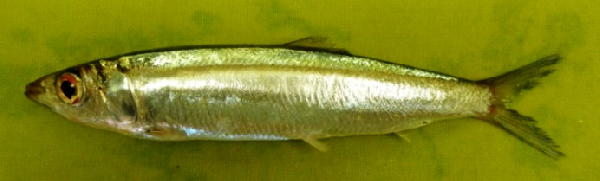
Dussumieria elopsoides

- Dussumieria acuta Valenciennes, 1847
- Dussumieria albulina (Fowler,00000 1934)
- Dussumieria elopsoides Bleeker, 1849
- Dussumieria modakandai Singh, Teena Jayakumar, Kumar, Murali, Mishra, Singh & Lal, 2021
- Dussumieria torpedo Hata, Lavoué & Motomura, 2021